# كبير حاخامات تونس
كبير حاخامات تونس  هو السلطة الأعلى في تونس المسؤولة عن شؤون اليهود التونسيين.

في البداية، كل مجموعة يهودية في مدن تونس لديها حاخام أكبر (حاخام)، ماعدا تونس العاصمة التي لديها اثنان، كبير حاخامات تونسي للتونسيين، وكبير حاخامات ليفورني. بعد ذلك، السلطات بدأت تعترف بكبير حاخامات واحد وهو في تونس العاصمة ويهتم بشؤون كل يهود البلاد. كذلك يرأس المحكمة الحاخامية في تونس العاصمة وذلك حتى 27 سبتمبر 1957 أين حله الرئيس الحبيب بورقيبة.

يتم دفع راتبه من قبل الحكومة التونسية.

## القائمة
| - 1830 - 1847: إسحاق كوهين الثاني - 1847 - 1860: يوزوي بسيس - 1860 - 1864: أبراهام كوهين - 1864 - 1867: صامويال سفاز - 1867 - 1873: ناثان بورجل الثاني - 1873 - 1880: أبراهام هجاج - 1880 - 1885: ناثان بنعطار - 1885 - 1898: إلي بورجل | - 1898 - 1900: ماردوخي سمايا - 1900 - 1902: موشي بربي - 1902 - 1917: إلياو زيراه - 1917 - 1921: إسرائيل زيتون - 1921 - 1927: موشيه سيتروك - 1927 - 1928: نسيم الرياحي - 1928 - 1934: يوسف غاز (fr) | - 1934 - 1939: دافيد كتورزا (fr) - 1939 - 1947: حائيم بالعيش (fr) - 1947 - 1955: دافيد بمبارون (fr) - 1955 - 1974: ميس كوهين - 1974 - 1984: فراجي أوزان - 1984 - 2004: حائيم مدار - 2004 - : حائيم بيتان |

## مقالات ذات صلة
- يهود تونس
- كنيس تونس